# Lista das 100 Mulheres (BBC) do ano de 2019
A lista das 100 Mulheres (BBC) do ano de 2019 premiou 100 mulheres por serem inspiradoras e influentes em diversas áreas. A série examina o papel das mulheres no século XXI e inclui eventos em Londres, no México e no Brasil. Assim que a lista é divulgada, é o começo do que é descrito pelo projeto como a "temporada das mulheres da BBC", com duração de três semanas, que inclui a transmissão, relatórios online, debates e criação de conteúdo jornalístico sobre o tópico das mulheres. A lista 100 Mulheres (BBC) é publicada anualmente desde 2013. Na lista publicada em 2019 encontram-se as brasileiras Djamila Ribeiro e Tabata Amaral.
Djamila é uma escritora, filósofa e ativista, muito influente no movimento que luta pelos direitos das mulheres afro-brasileiras. A filósofa é autora das obras “Lugar de Fala”, "O que é Lugar de fala?", "Quem tem medo do feminismo negro?" e "Pequeno Manual Antirracista" , que venderam, juntos, mais de 500 mil exemplares no país. Além dos livros publicados, Djamila criou o Selo Sueli Carneiro, que publicou livros de autores negros com preços mais acessíveis.
Tabata Amaral é uma ativista pela educação brasileira e deputada federal por São Paulo, formada em ciência política e astrofísica. Foi eleita enquanto filiada ao Partido Democrático Trabalhista (PDT) como a sexta candidata mais votada no estado, com 264 mil votos nas eleições de 2018. Em maio de 2021 Tabata entrou com recurso para se desfiliar do PDT, sem perda do mandato, que acabou ganhando.  A deputada é a cofundadora do Movimento Mapa Educação e do Movimento Acredito que busca a renovação do congresso. Em outubro de 2017, foi uma das onze lideranças a participar de um encontro com o ex-presidente americano Barack Obama em sua passagem por São Paulo. Em julho de 2018, foi a mais jovem liderança a participar de um debate com a ativista paquistanesa e Nobel da Paz Malala Yousafzai em sua primeira visita ao Brasil.

| Imagem | Nome                       | Nacionalidade                  | Descrição | Referências |
| ------ | -------------------------- | ------------------------------ | --- | ----------- |
|        | Ahlam Khudr                | Sudão                          | Líder sudanesa de protesto pelos direitos humanos                                                                    |             |
|        | Alanoud Alsharekh          | Kuwait                         | académica koweitiana                                                                                                 |             |
|        | Alexandria Ocasio-Cortez   | Estados Unidos                 | política norte-americana                                                                                             |             |
|        | Amy Karle                  | Estados Unidos                 | artista norte-americana                                                                                              |             |
|        | Amy Webb                   | Estados Unidos                 | escritora norte-americana                                                                                            |             |
|        | Aranya Johar               | Índia                          | poetisa indiana |             |
|        | Ashcharya Peiris           | Sri Lanka                      | designer de moda cega do Sri Lanka                                                                                   |             |
|        | Asmaa James                | Serra Leoa                     | jornalista serra-leonesa                                                                                             |             |
|        | Autumn Peltier             | Canadá                         | ativista canadiana                                                                                                   |             |
|        | Ayah Bdeir                 | Canadá Líbano                  | empresária, Inventora e artista interativo                                                                           |             |
|        | Aïssata Lam                | Mauritânia                     | Profissional de Desenvolvimento da Mauritana e advogada dos Direitos das Mulheres                                    |             |
|        | Bella Thorne               | Estados Unidos                 | Atriz norte-americana                                                                                                |             |
|        | Benedicte Mundele          | República Democrática do Congo | empresária congolesa de alimentos frescos                                                                            |             |
|        | Bethany Firth              | Reino Unido                    | nadadora británica                                                                                                   |             |
|        | Bonita Sharma              | Nepal                          | Inovadora nepalesa e defensora dos direitos das mulheres                                                             |             |
|        | Charlene Ren               | China                          | defensora chinesa da água potável                                                                                    |             |
|        | Danit Peleg                | Israel                         | designer de moda israelense de roupas impressas                                                                      |             |
|        | Dayna Ash                  | Líbano                         | poeta libanesa e ativista cultural                                                                                   |             |
|        | Dhammānandā                | Tailândia                      | freira budista |             |
|        | Dina Asher-Smith           | Reino Unido                    | atleta britânica |             |
|        | Djamila Ribeiro            | Brasil                         | filósofa, feminista, escritora e acadêmica brasileira                                                                |             |
|        | Ella Daish                 | Reino Unido                    | ambientalista britânica                                                                                              |             |
|        | Erika Lust                 | Suécia                         | produtora de filmes eróticos da Suécia                                                                               |             |
|        | Farida Osman               | Estados Unidos                 | nadadora egípcia |             |
|        | Fei-Fei Li                 | Estados Unidos                 | cientista americana                                                                                                  |             |
|        | Fiona Kolbinger            | Alemanha                       | Ciclista e médica alemã                                                                                              |             |
|        | Francia Márquez            | Colômbia                       | ativista e política colombiana, Vice-presidente eleita da Colômbia                                                   |             |
|        | Gada Kadoda                | Sudão                          | engenheira de software sudanês e professora universitária                                                            |             |
|        | Gerard Fernandez           | Singapura                      | Freira católica romana                                                                                               |             |
|        | Gina Martin                | Reino Unido                    | ativista británica                                                                                                   |             |
|        | Gina Zurlo                 | Estados Unidos                 | estudiosa americana de religião                                                                                      |             |
|        | Greta Thunberg             | Suécia                         | ativista ambiental sueca                                                                                             |             |
|        | Hayfa Sdiri                | Tunísia                        | empresária tunisiana, ativista e blogueira                                                                           |             |
|        | Hiyori Kon                 | Japão                          | lutadora japonesa de sumô                                                                                            |             |
|        | Hollie Daniels             | Estados Unidos                 | estadunidense sobrevivente de tráfico sexual                                                                         |             |
|        | Huang Wensi                | China                          | pugilista profissional chinesa                                                                                       |             |
|        | Ida Vitale                 | Uruguai                        | escritora uruguaia                                                                                                   |             |
|        | Jalila Haider              | Paquistão                      | advogada de direitos humanos paquistanesa                                                                            |             |
|        | Jamie Margolin             | Estados Unidos                 | Activista da mudança climática                                                                                       |             |
|        | Jasmin Akter               | Reino Unido Bangladesh         | jogadora de críquete nascida em Bangladesh                                                                           |             |
|        | Jawahir Roble              | Reino Unido                    | árbitra de futebol britânica nascida na somali                                                                       |             |
|        | Judith Bakirya             | Uganda                         | agricultora orgânica de Uganda e ativista dos direitos das mulheres                                                  |             |
|        | Julie Makani               | Tanzânia                       | pesquisadora médica da Tanzânia                                                                                      |             |
|        | Kalista Sy                 | Senegal                        | roteirista senegalesa                                                                                                |             |
|        | Katie Bouman               | Estados Unidos                 | professora estadounidense responsável pelo processamento da primeira imagem de um buraco negro                       |             |
|        | Katrina Johnston-Zimmerman | Estados Unidos                 | antropóloga norte-americana                                                                                          |             |
|        | Kimia Alizadeh             | Irão                           | lutadora de Taekwondo iraniana                                                                                       |             |
|        | Lauren Mahon               | Reino Unido                    | Sobrevivente de câncer britânica e podcaster                                                                         |             |
|        | Lee Soo-jung               | Coreia do Sul                  | psicóloga sul-coreana                                                                                                |             |
|        | Lisa Campo-Engelstein      | Estados Unidos                 | bioeticista americana                                                                                                |             |
|        | Lisa Mandemaker            | Reino dos Países Baixos        | designer neerlandesa                                                                                                 |             |
|        | Luchita Hurtado            | Estados Unidos Venezuela       | Artista visual venezuelana                                                                                           |             |
|        | Lucinda Evans              | África do Sul                  | ativista de direitos da mulher da África do Sul                                                                      |             |
|        | Lyubov Sobol               | Rússia                         | Figura política e pública russa, advogada (1987-)                                                                    |             |
|        | Mabel Bianco               | Argentina                      | médica feminista argentina                                                                                           |             |
|        | Manal Al Dowayan           | Arábia Saudita                 | artista saudita |             |
|        | Maria Ressa                | Estados Unidos Filipinas       | jornalista filipina                                                                                                  |             |
|        | Marilyn Waring             | Nova Zelândia                  | feminista, ativista dos direitos humanos femininos, acadêmica e escritora neozelandesa                               |             |
|        | Marwa Al-Sabouni           | Síria                          | arquiteta síria |             |
|        | María Fernanda Espinosa    | Equador                        | política e poeta equatoriana                                                                                         |             |
|        | Megan Rapinoe              | Estados Unidos                 | futebolista norte-americana                                                                                          |             |
|        | MiMi Aung                  | Estados Unidos                 | engenheira estadunidense da Nasa                                                                                     |             |
|        | Najat Saliba               | Líbano                         | química analítico libanesa                                                                                           |             |
|        | Nanjira Sambuli            | Quénia                         | defensora da Internet no Quênia pela igualdade digital                                                               |             |
|        | Natasha Noel               | Índia                          | Yoga indiana e treinadora de bem-estar                                                                               |             |
|        | Nisha Ayub                 | Malásia                        | ativista transgênero da Malásia                                                                                      |             |
|        | Noor Shaker                | Síria                          | cientista da computação síria                                                                                        |             |
|        | Onjali Q. Raúf             | Reino Unido                    | escritora británica                                                                                                  |             |
|        | Owl Fisher                 | Islândia                       | escritora e ativista transgênero                                                                                     |             |
|        | Paola Villarreal           | México                         | programadora mexicana                                                                                                |             |
|        | Parveena Ahanger           | Índia                          | ativista indiana |             |
|        | Piera Aiello               | Itália                         | política italiana |             |
|        | Pragati Singh              | Índia                          | médica indiana pesquisando assexualidade                                                                             |             |
|        | Precious Adams             | Estados Unidos                 | dançarina americana de balé                                                                                          |             |
|        | Purity Wako                | Uganda                         | Life coach de Uganda e defensora dos direitos das mulheres                                                           |             |
|        | Raja Meziane               | Argélia                        | cantora argelina |             |
|        | Rana el Kaliouby           | Egito                          | cientista egípcio-americana da área de computação                                                                    |             |
|        | Raya Bidshahri             | Irão                           | professora iraniana                                                                                                  |             |
|        | Rida Al Tubuly             | Líbia                          | farmacologista e ativista da Líbia                                                                                   |             |
|        | Salwa Eid Naser            | Bahrein Nigéria                | velocista baremita                                                                                                   |             |
|        | Samah Subay                | Iémen                          | advogada iemenita |             |
|        | Sara Wesslin               | Finlândia                      | jornalista Skolt Saami e âncora de notícias finlandesa                                                               |             |
|        | Sarah Martins Da Silva     | Reino Unido                    | Ginecologista, obstetra e pesquisadora                                                                               |             |
|        | Scarlett Curtis            | Reino Unido                    | escritora británica                                                                                                  |             |
|        | Sharan Dhaliwal            | Reino Unido                    | escritora británica                                                                                                  |             |
|        | Shelly-Ann Fraser-Pryce    | Jamaica                        | Velocista jamaicana de atletismo                                                                                     |             |
|        | Sinéad Burke               | República da Irlanda           | influenciadora irlandesa, ativista e locutora de rádio                                                               |             |
|        | Subhalakshmi Nandi         | Índia                          | ativista e pesquisadora pela igualdade de gênero na Índia                                                            |             |
|        | Susmita Mohanty            | Índia                          | arquiteta espacial e empresária                                                                                      |             |
|        | Swietenia Puspa Lestari    | Indonésia                      | mergulhadora indonésia e ambientalista                                                                               |             |
|        | Tabata Amaral              | Brasil                         | cientista política, ativista pela educação e deputada brasileira                                                     |             |
|        | Tayla Harris               | Austrália                      | jogadora de futebol australiana                                                                                      |             |
|        | Trang Nguyen               | Vietname                       | conservacionista vietnamita                                                                                          |             |
|        | Van Thi Nguyen             | Vietname                       | co-fundadora vietnamita do Will to Live Center                                                                       |             |
|        | Vandana Shiva              | Índia                          | filósofa indiana, ativista e ambientalista                                                                           |             |
|        | Veronique Thouvenot        | Chile                          | cientista chilena, médica                                                                                            |             |
|        | Yalitza Aparicio           | México                         | atriz e professora mexicana                                                                                          |             |
|        | Yumi Ishikawa              | Japão                          | actriz japonesa |             |
|        | Zehra Sayers               | Turquia Reino Unido            | cientista turca |             |
|        | Zharifa Ghafari            | Afeganistão                    | activista pelos direitos das mulheres afegãs e a mais jovem mulher a ser nomeada presidente de câmara no Afeganistão |             |

∑ 100 items.